# Minton
Minton es un pueblo canadiense situado en la provincia de Saskatchewan.

## Superficie
Minton tiene una superficie de 0,25 km².

## Demografía
En 2021, tenía 50 habitantes, una densidad poblacional de 200,7 hab./km², y 39 viviendas.